# 雅克-路易·利翁斯
雅克-路易·利翁斯（法語：Jacques-Louis Lions，法語：[ʒak lwi ljɔ̃ːs]；1928年5月3日—2001年5月17日），法国數學家。他在偏微分方程和隨機控制等領域做出貢獻。